# Episodi di Medium (seconda stagione)
La seconda stagione della serie televisiva Medium è andata in onda dal 19 settembre 2005 al 22 maggio 2006 sul network americano NBC. In Italia la stagione è stata trasmessa in prima visione, dal 21 dicembre 2006 al 28 febbraio 2007, su Rai 3.
| nº | Titolo originale             | Titolo italiano                         | Prima TV USA      | Prima TV Italia  |
| -- | ---------------------------- | --------------------------------------- | ----------------- | ---------------- |
| 1  | When Push Comes to Shove (2) | Il ritorno del capitano Push - 2ª parte | 19 settembre 2005 | 21 dicembre 2006 |
| 2  | The Song Remains the Same    | La musica non cambia                    | 26 settembre 2005 | 21 dicembre 2006 |
| 3  | Time Out of Mind             | Quarantasei anni prima                  | 3 ottobre 2005    | 21 dicembre 2006 |
| 4  | Light Sleeper                | La sonnambula                           | 10 ottobre 2005   | 28 dicembre 2006 |
| 5  | Sweet Dreams                 | Sogni d'oro                             | 17 ottobre 2005   | 28 dicembre 2006 |
| 6  | Dead Aim                     | La spia                                 | 24 ottobre 2005   | 28 dicembre 2006 |
| 7  | Judge, Jury and Executioner  | Joe, il giurato                         | 7 novembre 2005   | 4 gennaio 2007   |
| 8  | Too Close to Call            | Corsa alle elezioni                     | 14 novembre 2005  | 4 gennaio 2007   |
| 9  | Still Life                   | Quadri che parlano                      | 21 novembre 2005  | 4 gennaio 2007   |
| 10 | The Reckoning                | Pagare il fio                           | 28 novembre 2005  | 24 gennaio 2007  |
| 11 | Method to His Madness        | Pazzia apparente                        | 2 gennaio 2006    | 24 gennaio 2007  |
| 12 | Doctor's Orders              | Il ritorno di Walker                    | 9 gennaio 2006    | 24 gennaio 2007  |
| 13 | Raising Cain                 | Il seme del male                        | 23 gennaio 2006   | 31 gennaio 2007  |
| 14 | A Changed Man                | Un altro uomo                           | 6 febbraio 2006   | 31 gennaio 2007  |
| 15 | Sweet Child O' Mine          | Il figlio mai nato                      | 27 febbraio 2006  | 7 febbraio 2007  |
| 16 | Allison Wonderland           | Il quarto libro di Beverly Rhodes       | 6 marzo 2006      | 31 gennaio 2007  |
| 17 | Lucky in Love                | Un amore sfortunato                     | 13 marzo 2006     | 7 febbraio 2007  |
| 18 | S.O.S.                       | S.O.S.                                  | 17 aprile 2006    | 14 febbraio 2007 |
| 19 | Knowing Her                  | La conoscevo                            | 24 aprile 2006    | 7 febbraio 2007  |
| 20 | The Darkness Is Light Enough | L'uomo che osservava le donne           | 1º maggio 2006    | 14 febbraio 2007 |
| 21 | Death Takes a Policy         | L'angelo della morte                    | 8 maggio 2006     | 28 febbraio 2007 |
| 22 | Twice Upon a Time            | Come sarebbe andata se...               | 22 maggio 2006    | 28 febbraio 2007 |

## Il ritorno del capitano Push - 2ª parte
- Titolo originale: When Push Comes to Shove (Part II)
- Diretto da: Aaron Lipstadt
- Scritto da: Glenn Gordon Caron

### Trama
Il capitano Kenneth Push è ancora in coma, Allison non ha avuto sogni negli ultimi 3 mesi e lei e Joe hanno lavorato al loro matrimonio con successo. Come parte della riparazione del loro matrimonio, Allison ha promesso di provare a ridurre il lavoro, mentre Joe ha promesso di frequentare la terapia, per riuscire ad affrontare lo stress provocatogli dal lavoro di sua moglie. Quando Joe va al suo primo appuntamento di terapia, il suo terapista dice che Allison, correndo al lavoro a tutte le ore, non considera molto i sentimenti del marito. 
Durante la visita al capitano Push in ospedale, Allison vede il fantasma del padre di Push che ordina ad Allison di finire il sogno in cui il capitano rischia la vita, in modo da avere nuove informazioni sul serial killer. Se non lo farà, lei non solo non troverà mai il serial killer, ma non avrà mai più dei sogni rivelatori. Joe vuole che lei sacrifichi i suoi sogni, ma Allison si rifiuta perché Devalos scopre che il padre delle vittime era un donatore di sperma e che il serial killer ha ucciso tutti i figli del donatore (le vittime sia del Texas che di Phoenix) tranne uno: Bella, diciottenne residente a Phoenix, che è in custodia protettiva. 

Allison finisce il sogno del capitano Push, che rivela che il donatore di sperma ha lasciato la sua fidanzata, all'epoca incinta del loro figlio. Non appena Allison finisce il sogno, il capitano Push si sveglia dal coma. Allison si rende conto che il figlio del donatore di sperma, chiamato Isaia come il profeta della Bibbia, è stato allevato da sua madre in modo che fosse quasi impossibile da trovare e che la madre lo ha allevato solo per vendicarsi degli altri figli di suo padre.
Bella accetta di tornare a lavorare come addetta alle concessioni nell'arena di basket, in modo che Allison, Push, Devalos e Scanlon possano tentare di attirare Isaia in trappola. Alla fine della giornata, sembra che il loro piano sia fallito fino a quando un ufficiale non si presenta per riportare Bella in custodia protettiva. Il capitano Push, insospettito dal fatto che l'ufficiale indossi scarpe da ginnastica alte, gli chiede ripetutamente di fermarsi. L'ufficiale, in realtà Isaia, estrae una pistola e spara, iniziando uno scontro a fuoco con Push che alla fine riesce a colpire il killer, uccidendolo.

## La musica non cambia
- Titolo originale: The Song Remains the Same
- Diretto da: Vincent Misiano
- Scritto da: Bruce Miller

### Trama
Una canzone che Allison non riesce a togliersi dalla mente la porta a cercare una studentessa dispersa. Allison e sua figlia Bridget, inoltre, fanno lo stesso sogno: l'aeroplano sul quale stanno volando precipita.

## Quarantasei anni prima
- Titolo originale: Time Out of Mind
- Diretto da: Arliss Howard
- Scritto da: Robert Doherty

### Trama
Allison sogna di essere una paziente psichiatrica nel 1950, e il suo sogno diventa fin troppo reale quando vede, in un vecchio filmato d'archivio dell'ospedale psichiatrico, una donna che dice di vivere negli anni 2000 e di chiamarsi Allison Dubois.

## La sonnambula
- Titolo originale: Light Sleeper
- Diretto da: Elodie Keene
- Scritto da: Peter Egan

### Trama
Anche se i recenti attacchi di sonnambulismo di Allison la lasciano sfiancata e con il conto in banca in rosso, le forniscono anche preziose prove per un caso di rapimento.

## Sogni d'oro
- Titolo originale: Sweet Dreams
- Diretto da: Aaron Lipstadt
- Scritto da: Moira Kirland

### Trama
Allison sta avendo dei sogni che riguardano una sua amica dei tempi del liceo e decide di rimettersi in contatto con lei. Nel frattempo un uomo si rivolge alla procura del distretto per chiedere aiuto in merito alla scomparsa di sua figlia.

## La spia
- Titolo originale: Dead Aim
- Diretto da: Richard Pearce
- Scritto da: Melinda Hsu

### Trama
Non solo Allison sogna di un massacro nell'ufficio del procuratore distrettuale, ma scopre anche che il procuratore legale dell'imputato sta usando una medium e vince il caso.

## Joe, il giurato
- Titolo originale: Judge, Jury & Executioner
- Diretto da: Peter Werner
- Scritto da: Bruce Miller

### Trama
Il procuratore distrettuale ha messo sotto processo un uomo carismatico che potrebbe avere ucciso la moglie per denaro, ma Allison non può discutere il caso con Joe, perché lui fa parte della giuria.

## Corsa alle elezioni
- Titolo originale: Too Close to Call
- Diretto da: Steven Robman
- Scritto da: René Echevarria

### Trama
Se il crimine che Allison sogna si avverasse davvero, potrebbe avere effetti disastrosi sul risultato della rielezione del procuratore Devalos. Nel frattempo Joe incontra una sua vecchia fiamma che ha bisogno del suo aiuto.
- Guest star: Octavia Spencer

## Quadri che parlano
- Titolo originale: Still Life
- Diretto da: Robert Duncan McNeill
- Scritto da: Craig Sweeny

### Trama
Mentre Allison guarda i dipinti di un artista, le sue visioni riguardanti la vittima di un omicidio prendono vita. Il fantasma del padre di Joe appare ad Allison per dare a suo figlio alcuni consigli per la carriera.

## Pagare il fio
- Titolo originale: The Reckoning
- Diretto da: Aaron Lipstadt
- Scritto da: Moira Kirland

### Trama
Durante una festa in casa di amiche, Ariel fa divinazioni per uno scherzo, ma si spaventa quando una sua previsione riguarda la possibile morte di una delle amiche. Una donna ossessionata dalla colpa sta costringendo Allison a sognare un incidente che coinvolge un pirata della strada.

## Pazzia apparente
- Titolo originale: Method to His Madness
- Diretto da: Peter Werner
- Scritto da: Robert Doherty

### Trama
Allison assume gli atteggiamenti propri di un assassino psicopatico. Ma anche dopo la morte dell'assassino, questi resta nella sua testa, spaventando Joe e le bambine.

## Il ritorno di Walker
- Titolo originale: Doctor's Orders
- Diretto da: Helen Shaver
- Scritto da: René Echevarria

### Trama
Il fantasma del serial killer del west, dottor Walker, fa ritorno nella vita di Allison, e ora sembra volersela prendere con la figlia Ariel.
- Guest star: Mark Sheppard (dottor Walker)

## Il seme del male
- Titolo originale: Raising Cain
- Diretto da: Ed Sherin
- Scritto da: Craig Sweeny

### Trama
Un bambino viene rapito e dato per morto. Ma quando nuove prove accusano la madre, Allison si chiede se la donna non stesse cercando di fermare suo figlio dal commettere futuri atti criminali.

## Un altro uomo
- Titolo originale: A Changed Man
- Diretto da: Lewis H. Gould
- Scritto da: Bruce Miller

### Trama
Quando Allison riporta una leggera contusione e le viene fatta una risonanza magnetica, incontra un uomo che potrebbe aver assassinato una ragazza dispersa. Poi l'uomo presenta ad Allison la ragazza: non solo è viva, ma è diventata sua moglie!

## Il figlio mai nato
- Titolo originale: Sweet Child O' Mine
- Diretto da: Perry Lang
- Scritto da: Moira Kirland

### Trama
Dopo aver sognato il figlio perso per un aborto, Allison sviluppa sentimenti materni per un ragazzo adolescente accusato di omicidio. Joe è preoccupato dal fatto che Bridget voglia tenere un cane randagio.

## Il quarto libro di Beverly Rhodes
- Titolo originale: Allison Wonderland
- Diretto da: Ronald L. Schwary
- Scritto da: Bernadette McNamara e Michael T. Moore

### Trama
Dopo aver aiutato il suo capo a trovare il fratello di un caro amico, Allison ha la visione della sua morte e ha bisogno dell'aiuto di Joe per decifrare il suo messaggio. Bridget sembra essere in comunicazione con un'autrice scomparsa.

## Un amore sfortunato
- Titolo originale: Lucky in Love
- Diretto da: David Jones
- Scritto da: Robert Doherty

### Trama
Allison si sorprende quando suo fratello Michael arriva a Phoenix e si innamora di una giovane donna che ha bisogno del suo aiuto per chiudere un conto in sospeso.

## S.O.S.
- Titolo originale: S.O.S.
- Diretto da: Tim Squyres
- Scritto da: Rob Pearlstein

### Trama
Allison sta indagando su una serie di omicidi che apparentemente non sono collegati tra di loro. Bridget invece, è impegnata in un progetto scolastico che si focalizza sul lavoro di sua madre.

## La conoscevo
- Titolo originale: Knowing Her
- Diretto da: David Paymer
- Scritto da: Glenn Gordon Caron

### Trama
La polizia trova i cadaveri di tre ragazze assassinate e Allison sospetta che la sua visione in merito sia collegata al detective Scanlon.

## L'uomo che osservava le donne
- Titolo originale: The Darkness Is Light Enough
- Diretto da: Aaron Lipstadt
- Scritto da: Ken Kelsch, Nicolas Wauters e Analisa Brouet

### Trama
Nei suoi sogni Allison vede una donna che è sorvegliata da un uomo che la osserva nella sua camera da letto mentre sta dormendo.

## L'angelo della morte
- Titolo originale: Death Takes a Policy
- Diretto da: Ed Sherin
- Scritto da: Diane Ademu-John

### Trama
Allison è molto impegnata nelle indagini sulla morte di un dottore quando un uomo si presenta nelle sue visioni affermando di essere la "Morte". 

## Come sarebbe andata se...
- Titolo originale: Twice Upon a Time
- Diretto da: Ronald L. Schwary
- Scritto da: René Echevarria

### Trama
Allison sogna di come sarebbe stata la sua vita se avesse realizzato i suoi progetti diventando avvocato come era nei suoi desideri.